# KR-völlur
KR-völlur je islandský fotbalový stadion v hlavním městě Reykjavíku, kde hraje své domácí zápasy klub Knattspyrnufélag Reykjavíkur. Má kapacitu 2 781 míst.
Otevřen byl v roce 1951.